# Родригес Мартинес, Мириам
Мириам Родригес Мартинес (исп. Miriam Rodriguez Martinez; 5 февраля 1960, Сан-Фернандо, Тамаулипас — 10 мая 2017, Сан-Фернандо, Тамаулипас) — мексиканская правозащитница. Известна как основательница организации «Родители пропавших без вести» («Madres de niños desaparecidos», «Missing Child Parents») после того, как её дочь похитили и убили. Сама Мириам была убита боевиками, которые ворвались в её дом 10 мая 2017 года.

## Биография
Мириам Элизабет Родригес Мартинес жила в городе Сан-Фернандо.
Община Сан-Фернандо расположена в Тамаулипасе, одном из самых жестоких регионов Мексики. Согласно правительственным данным, данный штат имеет самое высокое количество людей, пропавших без вести в Мексике..
Дочь Мириам, Карен Алехандра Салинас Родригес, исчезла в 2012 году. Через два года в 2014 году она нашла тело дочери. Женщина основала группу Colectivo de Desaparecidos de San Fernando (Движение за наших пропавших). Подозреваемые в убийстве сбежали из тюрьмы.
Мириам продолжала искать почти два года, вплоть до 2014 года, когда тело её дочери было найдено в подпольной могиле. После этого женщина также предотвратила попытку наркокартеля «Лос-Сетас» похитить её мужа. Она преследовала членов банды на своей машине и одновременно сообщила об этом армию, которая затем арестовала преступников. Однако, один из подозреваемых, арестованных по делу её дочери, после ареста бежал из тюрьмы.
Мириам Родригес сказала в интервью, что она получала угрозы расправы и убийства от преступных организаций, но местная власть не защищала её. Вместе с поиском дочери, Мириам Родригес Мартинес приложила усилия, чтобы помочь другим родителям, дети которых исчезли. Впоследствии это правозащитное движение оформилось в организацию Colectivo de Desaparecidos (The Vanished collection).
Мириам Родригес Мартинес убили 10 мая 2017 года, в день, когда Мексика празднует День матери. Группа боевиков ворвалась в дом Мириам. Она получила 12 пулевых ранений и скончалась по дороге в больницу.

## Развитие правозащитного движения
Мексиканская комиссия по правам человека призвала провести полное расследование этого убийства.
Мириам Родригес Мартинес в 2012 году организовала в своем городе 600 семей, которые стали жертвами насилия.
Группа семей, которую она организовала, — часть более широкого движения, которое расширилось после того, как в октябре 2014 года пропали 43 учащиеся педагогического колледжа, что учились в штате Герреро. Сейчас в Мексике существует по меньшей мере 13 таких групп.
В знак солидарности протестующие, выступившие в поддержку поступка Мириам Элизабет Родригес Мартинес 10 мая 2017 года, требовали от правительства Мексики и федерального правительства Соединенных Штатов Америки обеспечить безопасность и защиту правозащитников.